# Edmond Puissant
Pour les articles homonymes, voir Puissant.
Edmond Puissant est un chanoine, professeur et archéologue belge né à Renaix le 23 octobre 1860 et mort à Mons le 7 mai 1934.
Il restaura plusieurs châteaux et immeubles hainuyers. Guidé par une passion de collectionneur, il fut à l’origine de la création de deux musées : le Vieux Logis et l'Attacat. Il légua ses immeubles et ses collections à la ville de Mons. Celles-ci se trouvent actuellement dans le Musée Chanoine Puissant.

## Publications
- Herchies, Son ancien château-fort, imprimerie Dequesne-Masquillier et fils, Mons, 1904
- Les Écaussinnes, Union des imprimeries, Mons/Frameries, 1928
- Bonne-Espérance, Union des imprimeries, Mons/Frameries, 1930 Publication du Congrès archéologique et historique de Mons.
- Bibliographie de Émile Hublard, 1863-1927, Union des imprimeries, Mons/Frameries, 1931